# STUNNER
『STUNNER』（スタナー）は、2025年3月24日にカカオエンターテインメントから発売されたテンの2ndミニアルバム。

## 概要
- NCTのメンバー・テンの2ndミニアルバム。
- タイトル曲「STUNNER」の韓国語・英語バージョンを含めた多彩なジャンルの計7曲が収録されている[2]。

## 背景
テンは、2024年2月に1stミニアルバム『TEN』をリリースすると、iTunesのトップアルバムチャートで世界28の国と地域1位、iTunesのワールドワイドアルバムチャート1位、QQ音楽のデジタルアルバム売上チャート1位などを記録し、華々しいソロデビューを果たした。
また、韓国・タイ・香港・インドネシア・日本にて、ソロファンコンサート「2024 TEN FIRST FAN-CON [1001]」を成功させるなど、ユニークな音楽と洗練されたパフォーマンスで世界中のファンの関心を得た。

## プロモーション

### 予告編
- 3月4日、プロモーションウェブサイト「tenstunner.com」をオープンした[2]。
- 3月10日、イントロフィルムを公開した。
- 3月12日より、予告イメージを公開した。
- 3月13日、アルバムの雰囲気を感覚的に表現した予告映像「Interlude Film」を公開した[3]。
- 3月21日、収録された楽曲の音源の一部を公開するトラックポスター映像を公開した[4]。

### ミュージックビデオ
- 3月17日、収録曲「BAMBOLA」のミュージックビデオを先行公開した[5]。
撮影現場の裏側をコンセプトにした臨場感溢れる映像となっている[6]。
- 3月24日、タイトル曲「STUNNER」のミュージックビデオを公開した。
ミュージックビデオは、テンを物事と人の両方を引き付ける磁性（Magnetism）を持つ人物として表現している[7]。

### イベント
- 4月12日より、ソウル・バンコク・上海にてソロコンサート「2025 TEN CONCERT 1001 MOVEMENT 'STUNNER'」を開催。
- 5月1日より、自身初の日本でのソロコンサート「2025 TEN JAPAN TOUR 1001 'TIME WARP'」をスタート。

## チャート成績
- iTunesのトップアルバムチャートで全世界13地域（ポーランド、ニュージーランド、インド、チリ、ペルー、タイ、インドネシア、ロシア、シンガポール、ベトナム、フィリピン、マレーシア、ラオス）の1位およびフランス、ブラジル、メキシコ、オーストラリア、日本などを含む23の国と地域でトップ10を獲得した[8]。
- 中国QQミュージックのデジタルアルバム販売チャート1位と韓国ハントチャートでデイリー1位を記録した[8]。
- タイトル曲「STUNNER」は、韓国の音源サイ・Bugs! のリアルタイムチャート（2025年3月24日午後8時基準）1位にランクインした[8]。

## 収録曲
1. STUNNER [3:34]
  - 作詞：박태원、이스란、Mola、조윤경
  - 作曲：Jacob Werner、Elias Edman、Dara Ekimova、Jop Pangemanan
  - 編曲：Jacob Werner、Elias Edman

グルーヴィなリズム楽器とシンセサウンドが調和したR&Bポップジャンルの楽曲[9]。
歌詞には、予想を超える魅力を持つ相手に対して大きくなっていく心を表現している[9]。
2. Enough For Me [3:06]
  - 作詞：Wilhelm Börjesson、Oskar Rindborg、Arjen Thonen
  - 作曲：Wilhelm Börjesson、Oskar Rindborg、Arjen Thonen
  - 編曲：WILHELM、Oskar Rindborg、Arjen Thonen

中毒性のあるシンプルなトラックに繰り返しのあるフックが印象的なR&Bポップジャンルの楽曲[3]。
歌詞では、多くの人で賑わうパーティーの中心で楽しい時間を過ごしている様子を表現している[3]。
3. BAMBOLA [2:40]
  - 作詞：Pontus `Oneye` Kalm、Jakob Lindell、Lilian Axelsson
  - 作曲：Pontus `Oneye` Kalm、Jakob Lindell、Lilian Axelsson
  - 編曲：Pontus `Oneye` Kalm、Jakob Lindell

リズミカルなビートの上にエレクトロニック要素が加わったダンスポップジャンルの楽曲[5]。
エネルギッシュなボーカルとアップテンポのラップが印象的であり、歌詞では相手を人形のように自由に操ろうとする、子供のような性格を表現している[5]。
4. Sweet As Sin [2:54]
  - 作詞：David (Mickey) Karbal、Sarah McTaggart、Lauren Dyson
  - 作曲：Aryay、Sync
  - 編曲：Aryay

ポップとヒップホップ要素が融合したダークな雰囲気の英語曲[3]。
重厚感のあるベースとキャッチーなメロディーがダイナミックに展開されており、リスナーに聴く楽しさを届けている[3]。
5. Waves [2:55]
  - 作詞：Omar Rudberg、Noak Hellsing、Gavin Jones
  - 作曲：Omar Rudberg、Noak Hellsing、Gavin Jones、Elias Edman、Jacob Werner
  - 編曲：Omar Rudberg、Noak Hellsing、Gavin Jones、Elias Edman、Jacob Werner

軽快なリズムとアフロビートの要素が調和したR&Bポップナンバー[10]。
歌詞には、相手を「波」にたとえて表現し、ゆったりと身を任せたいという気持ちが込められている[10]。
6. Butterfly [3:05]
  - 作詞：신지선 (Jamfactory)
  - 作曲：AFTRSHOK、NF、Frankie Day (THE HUB)
  - 編曲：AFTRSHOK、NF

Lo-Fiサウンドのピアノとオーケストラ楽器が感性的なサウンドを聴かせる楽曲[10]。
歌詞には、懐かしい記憶を思い出しながら感じる切なさを込めた[10]。
7. STUNNER (English Ver.) [3:34]
  - 作詞：Jop Pangemanan、Dara Ekimova
  - 作曲：Jacob Werner、Elias Edman、Dara Ekimova、Jop Pangemanan
  - 編曲：Jacob Werner、Elias Edman

タイトル曲「STUNNER」の英語バージョン。
深い魅力を感じる相手について歌う韓国語バージョンとは異なり、自分自身が輝く存在だというメッセージを込めている[9]。

## リリース
| リリース日    | レーベル                   | 規格                 | 商品番号                       |
| ------------- | -------------------------- | -------------------- | ------------------------------ |
| 2025年3月24日 | カカオエンターテインメント | CD                   | L700001522 （YOU ARE ver.）    |
| 2025年3月24日 | カカオエンターテインメント | CD                   | L700001523 （I AM ver.）       |
| 2025年3月24日 | カカオエンターテインメント | ミュージック・カード | L700001524 （SNACK PACK ver.） |